# Nicolau Paal
Nicolau Paal foi um engenheiro e político brasileiro, nomeado interventor em Praia Grande no dia 9 de janeiro de 1967, alguns dias antes da emancipação político-administrativa do município.
Com o plebiscito realizado em 1963, Praia Grande emancipou-se, sendo que a emancipação foi a alternativa escolhida pela maioria esmagadora da população. Mesmo assim, ainda se passariam alguns anos até que Praia Grande conquistasse sua autonomia.
Em 19 de janeiro de 1967, finalmente Praia Grande conquistou o status de município, e Nicolau Paal foi nomeado interventor federal, e a Prefeitura Municipal foi provisoriamente instalanda no Ocian Praia Clube.
Nicolau Paal permaneceu no cargo até 15 de novembro de 1968, quando foi realizada a primeira eleição municipal em Praia Grande.

## Vida pessoal
Foi marido da Dra. Aparecida Ferraz Paal catedrática em Ginecologia, também in memorian.